# Kernkraftwerk Akkuyu
Das seit 2018 im Bau befindliche Kernkraftwerk Akkuyu (türkisch Akkuyu Nükleer Enerji Santrali) ist an der Mittelmeerküste zwischen Aydıncık und Silifke in der Provinz Mersin im Süden der Türkei gelegen. Es soll im Endausbau aus vier Druckwasserreaktoren der WWER-Baureihe mit je 1,1 GW Leistung bestehen.

## Entwicklungs- und Baugeschichte
Bereits in den frühen 1970er und den späten 1990er Jahren gab es Pläne für ein Kernkraftwerk (KKW) an diesem Standort. Sie wurden im Jahr 2000 verworfen und 2006 noch einmal erwogen.
Am 12. Mai 2010 wurde ein türkisch-russisches Abkommen geschlossen. Demnach soll das Unternehmen Atomstroiexport der russischen Rosatom das Kraftwerk errichten und zunächst auch betreiben. Die Baukosten wurden mit 20 Milliarden US-Dollar angegeben. Das geplante Kraftwerk kann mit einer Jahresproduktion von 35 TWh mehr als 10 % des türkischen Elektrizitätsbedarfs decken. Später solle das Kraftwerk mehrheitlich in den Besitz und Betrieb türkischer Unternehmen übergehen.

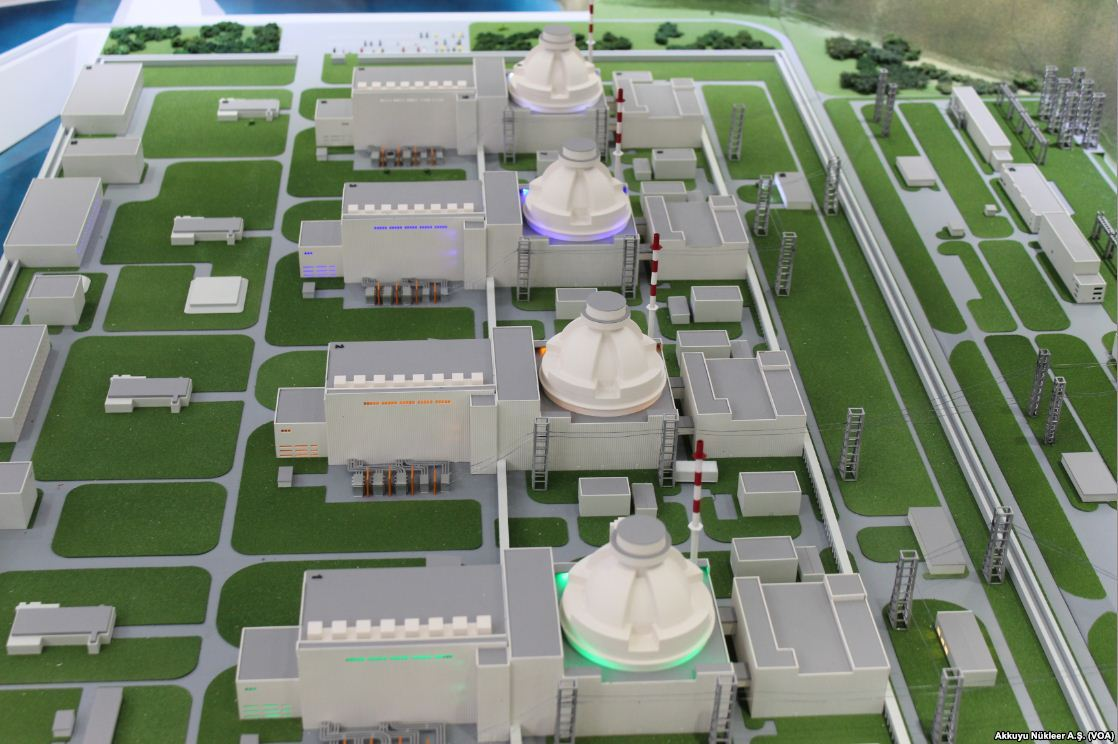
Modell der Anlage

Geplant waren vier Blöcke mit Reaktoren des Typs WWER-1200 (AES-2006), die laut dem ursprünglichen Zeitplan im Zeitraum von 2016 bis 2019 im Abstand von je einem Jahr in Betrieb gehen sollten. Nach der Nuklearkatastrophe von Fukushima verschob sich dieser Plan aufgrund verschärfter Baustandards bezüglich der Erdbebensicherheit auf vorerst Mitte 2013 für den ersten Kraftwerksblock, mit einer kommerziellen Inbetriebnahme ab dem Jahr 2019.
Anfang 2013 wurde mitgeteilt, dass ein Vertrag mit Baubeginn im Frühjahr 2014 unterzeichnet wurde. Laut diesem Zeitplan sollte der kommerzielle Betrieb im Jahre 2019 beginnen. Der letzte (vierte) Block solle 2023 fertiggestellt werden. Die Baukosten sollten „bis zu 25 Milliarden US-Dollar“ betragen.
Den AKW-Betreibern wurde die Abnahme der erzeugten elektrischen Energie für 12,35 US-Cent je kWh garantiert. Die Abnahmegarantie bezieht sich auf einen Zeitraum von 15 Jahren und gilt für 70 % des von den ersten beiden Blöcken erzeugten Stroms, beim dritten und vierten Block sind es 30 %. Die darüber hinausgehenden Mengen sollen frei zu marktüblichen Preisen verkauft werden.
Nachdem Verantwortliche im Oktober 2013 bereits verkündet hatten, dass sich die Inbetriebnahme auf Mitte 2020 verzögern werde, wurde im Februar 2014 eine weitere Verzögerung der Inbetriebnahme bekannt: Da eine Überprüfung des Umweltverträglichkeitsberichts bisher nicht zustande kam, verzögere sich der Baubeginn auf das Jahr 2016 und die Inbetriebnahme auf das Jahr 2021. Im März 2015 wurde der Termin der Inbetriebnahme auf 2022 verschoben. Im September 2023 wurde eine Inbetriebnahme im Oktober 2024 angekündigt.

### Grundsteinlegung 2015
Am 14. April 2015 legte Energieminister Taner Yıldız, begleitet von Protestaktionen, offiziell den Grundstein.
Der russische Präsident Putin äußerte im November 2015, einige Tage nach dem Abschuss einer Suchoi Su-24 der russischen Luftwaffe durch einen Abfangjäger der türkischen Luftstreitkräfte, das Projekt Kernkraftwerk Akkuyu bleibe bis auf Weiteres von Sanktionen verschont. Am 9. Dezember 2015 meldete die Nachrichtenagentur Reuters, Rosatom habe die Bauarbeiten gestoppt. Rosatom und das türkische Ministerium für Energie und natürliche Ressourcen dementierten dies umgehend.

### Baustart 2018 zelebriert
Anlässlich eines Staatsbesuchs in Ankara gaben am 3. April 2018 der russische Staatspräsident Putin und der türkische Präsident Erdoğan den „Startschuss“ für den Bau, der unter Federführung der russischen Rosatom erfolgt. Stand Juli 2022 soll der erste Reaktor im Jahr 2023 erstmals Strom produzieren.
Die Bauarbeiten wurden im Sommer 2022 zu großen Teilen unterbrochen, nachdem im Juli der türkische Auftragnehmer vom Konsortium entlassen worden war. Im September wurde der Vertrag nach Gesprächen auf höchster Ebene erneuert. Zwischenzeitlich waren möglicherweise bis zu 7000 Bauarbeiter von der Baustelle ausgeschlossen gewesen, im September lag die verarbeitete Betonmenge pro Tag bei rund 10 Prozent der Menge vom Juli.

### Einweihung 2023
Erdogan hielt anlässlich der Einweihung eine Rede an die Nation. „Unser Land ist in die Liga der Nationen mit Atomkraft aufgestiegen, wenn auch mit 60-jähriger Verspätung“, sagte der türkische Staatschef. Alle Reaktoren des Kraftwerks würden schrittweise bis zum Jahr 2028 in Betrieb genommen. Das Kraftwerk solle zehn Prozent des Stromverbrauchs des Landes liefern, so Erdogan. Die Anlage befindet sich aber noch im Bau und produziert auch noch keinen Strom. Durch die Anlieferung von Brennstäben für den ersten der insgesamt vier Reaktoren gilt das Kraftwerk nun aber als technisch betriebsbereit.

## Kritik

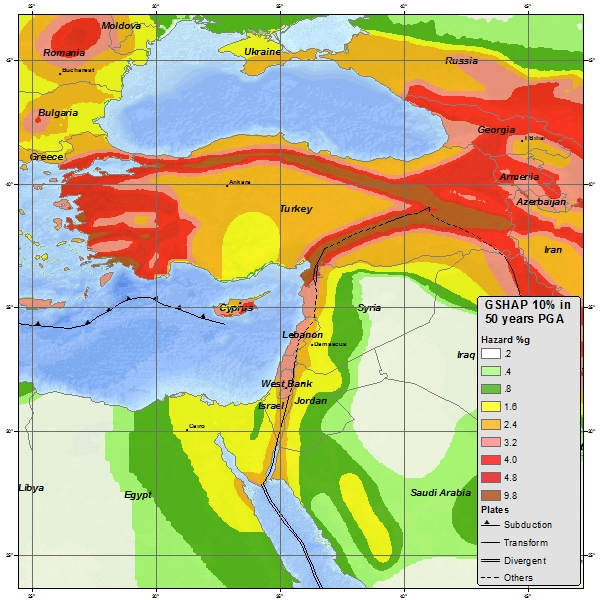
Karte der erdbebengefährdeten Gebiete der Türkei

Die Türkei ist – ähnlich wie große Teile des Balkans oder Italiens – eine seismisch aktive Zone mit moderat bis hohem Erdbebenrisiko. In der Vergangenheit gab es in der Region starke Erdbeben, siehe Nordanatolische Verwerfung. Kritiker halten den Standort Akkuyu wegen seiner Nähe zu einer tektonischen Verwerfung für stark erdbebengefährdet, wobei die Provinz Mersin innerhalb der Türkei zu den geologisch ruhigeren Zonen zählt. Die Auslegung des AKW auf ein Erdbeben mit einer Magnitude von 6,5 auf der Richterskala erscheint angesichts von möglicherweise stärkeren Erdbeben bedenklich.
Laut Moritz Kütt vom Institut für Friedensforschung und Sicherheitspolitik an der Universität Hamburg könne der Bau auch den Vorbereitungen des Baus türkischer Kernwaffen dienen.
Die für 15 Jahre garantierten Preise von 12,35 US-Cent liegen deutlich über den Preisen (2–3 US-Cent) die bei Ausschreibungen für Wind und Solarprojekte erzielt wurden.

## Daten der Reaktorblöcke
Das Kernkraftwerk Akkuyu umfasst vier in Bau befindliche Blöcke:
| Reaktor- block | Reaktortyp / -modell | Netto- leistung | Brutto- leistung | Baubeginn  | Netzsyn- chronisation | Kommer- zieller Betrieb      | Abschal- tung |
| -------------- | -------------------- | --------------- | ---------------- | ---------- | --------------------- | ---------------------------- | ------------- |
| Akkuyu-1       | DWR / WWER V-509     | 1114 MW         | 1200 MW          | 03.04.2018 |                       | (2025 geplant)               |               |
| Akkuyu-2       | DWR / WWER V-509     | 1114 MW         | 1200 MW          | 08.04.2020 |                       | (bis 2028 geplant)[veraltet] |               |
| Akkuyu-3       | DWR / WWER V-509     | 1114 MW         | 1200 MW          | 10.03.2021 |                       | (bis 2028 geplant)           |               |
| Akkuyu-4       | DWR / WWER V-509     | 1114 MW         | 1200 MW          | 21.07.2022 |                       | (bis 2028 geplant)           |               |